# افتنان (بلاغة)
الافتنان عند البلغاء الإتيان بكلام بفنين مختلفين كالجمع بين الفخر والتعزية نحو ﴿كل من عليها فان ويبقى وجه ربك ذو الجلال والإكرام﴾ فإنه تعالى عزى جميع المخلوقات من الإنس والجن والملائكة وسائر أصناف ما هو قابل للحياة وتمدح بالبقاء بعد فناء الموجودات في عشرة ألفاظ مع وصفه ذاته بعد انفراده بالبقاء بالجلال والإكرام سبحانه وتعالى، ومنه ﴿ثم ننجي الذين اتقوا﴾ (الآية) جمع فيها بين هناء وعزاء.